# Боско Маренго
Боско Маренго (итал. Bosco Marengo) је насеље у Италији у округу Алесандрија, региону Пијемонт.
Према процени из 2011. у насељу је живело 1603 становника. Насеље се налази на надморској висини од 123 м.

## Становништво
| 1931. | 1936. | 1951. | 1961. | 1971. | 1981. | 1991. | 2001. | 2011. |
| ----- | ----- | ----- | ----- | ----- | ----- | ----- | ----- | ----- |
| 3.602 | 3.606 | 3.279 | 3.052 | 2.533 | 2.477 | 2.401 | 2.494 | 2.531 |